# Стычка с финляндскими контрабандистами
«Сты́чка с финля́ндскими контрабанди́стами» — картина русского художника Василия Худякова (1826—1871), написанная в 1853 году. Принадлежит Государственной Третьяковской галерее (инв. 339). Размер картины — 95,6 × 133,6 см (по другим данным, 96,5 × 135,3 см). Также используются более короткие названия — «Финляндские контрабандисты» и «Сцена контрабандистов».
Это полотно стало первым произведением русской живописи, приобретённым Павлом Третьяковым, чья коллекция впоследствии составила основу собрания Третьяковской галереи. Дату покупки этой картины (22 мая 1856 года) принято считать днём основания галереи.

## История
Картина «Стычка с финляндскими контрабандистами» была написана в 1853 году. В том же году она была показана в Москве на выставке, организованной Московским художественным обществом в принадлежавшем ему Училище живописи и ваяния.
Картина относится к самым ранним приобретениям Павла Третьякова, связанным с русской живописью. Она была куплена Третьяковым у Василия Худякова в 1856 году, для этого Павел Михайлович посетил мастерскую художника в Санкт-Петербурге. Расписка Худякова о получении за эту картину 450 рублей была передана Третьякову 10 (22) мая 1856 года. Именно эту дату принято считать днём основания Третьяковской галереи. По информации, приведённой в книге Александры Боткиной (дочери Павла Третьякова), расписка от 10 мая подтверждала получение задатка, а остальные деньги были переданы Худякову 14 мая 1856 года.
В качестве другого произведения русской живописи, приобретённого Павлом Третьяковым примерно в то же время, что и «Финляндские контрабандисты», часто упоминается полотно Николая Шильдера «Искушение». Несмотря на то, что ранее это приобретение также датировалось 1856 годом, в настоящее время полагают, что работа над картиной «Искушение» была завершена в 1857 году, а в коллекцию Третьякова она была передана в 1858 году. Таким образом, «Стычка с финляндскими контрабандистами» рассматривается как самая первая картина коллекции, составившей основу Третьяковской галереи.

## Описание и отзывы

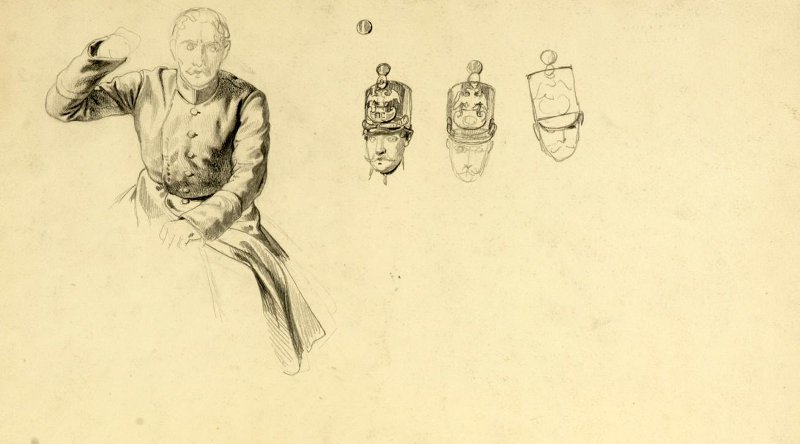
Фигура военного и головы в военном уборе (этюды, ГМИИ РТ)

Художник изобразил момент, когда финляндских контрабандистов, занятых подготовкой к переправе нелегальных товаров, настигает отряд русской пограничной стражи. В целом композиция картины построена в соответствии с традициями академизма. Тем не менее автору удалось показать жизненную экспрессию участников стычки, а также продемонстрировать накал страстей, соответствующий представленной на картине ситуации.
Наряду с другими художественными достоинствами картины критики отмечали оригинальность, жизненность и современность выбранного сюжета. В одной из статей, опубликованных уже после смерти художника, отмечалось, что «„Сцена контрабандистов“ была в своё время отрадным явлением, от которого веяло жизнью».
В Государственном музее изобразительных искусств Республики Татарстан в Казани хранится рисунок Василия Худякова с этюдами фигуры военного и голов в военном уборе для картины «Стычка с финляндскими контрабандистами» (1853, бумага, карандаш, 29 × 48,7 см, инв. Г-407). Он содержит наброски всадника с обнажённой головой (слева) и трёх мужских голов в касках (справа).